# 앤드류 배첼러
앤드루 배철러(Andrew Bachelor, 1988년 6월 26일 ~ )는 캐나다의 인터넷 유명인, 배우이다. 킹 배치(King Bach)라는 이름으로도 활동한다.
토론토에서 태어났다.

## 출연 작품
- 그린랜드 (2020년) - 콜린 역
- 커피 & 카림 (2020년)
- 홀리데이트 (2020년) - 닐 역
- 사탄의 베이비시터: 킬러 퀸 (2020년) - 존 역
- 더 하우스 넥스트 도어 (2020년)
- 아키 (2019년)
- 내가 사랑했던 모든 남자들에게 (2018년)
- 웬 위 퍼스트 멧 (2018년)
- 웨얼즈 더 머니 (2017년)
- 사탄의 베이비시터 (2017년)
- 미트 더 블랙스 (2016년)
- 블랙의 50가지 그림자 (2016년)

### 텔레비전
- 이지